# 季利古利西克
46°50′50″N 31°4′19″E / 46.84722°N 31.07194°E
蒂利胡利斯凱（烏克蘭語：Тилігульське）是位於烏克蘭西南部的村莊，由敖德萨州敖德萨区的維濟爾卡市鎮負責管轄。該村始建於1905年，面積0.08平方公里，海拔高度47米，2001年人口6，人口密度每平方公里75人。